# Trần Đình Bá
Trần Đình Bá (1867-1933) là một quan đại thần dưới triều Nguyễn. 

## Xuất thân
Trần Đình Bá còn gọi là Trần Đình Bách, tự Phước Trang, hiệu Tân Phủ, sinh ra và lớn lên tại ấp Phước Tự, thôn Hiền Lương, tổng Hiền Lương, huyện Phong Điền, phủ Thừa Thiên (nay là thôn Hiền Lương, xã Phong Hiền, huyện Phong Điền, Thừa Thiên Huế). Ông xuất thân trong một gia đình làm nghề rèn nổi tiếng của làng Hiền Lương. Cha ông là Trần Văn Chương, từng giữ chức Chánh đội trưởng (đội rèn) dưới triều vua Thiệu Trị và Tự Đức. Thân mẫu của ông là Hoàng Thị Hòa. Thuở nhỏ ông đã có ý thức trong việc học hành thi cử, chính sự ham học hỏi mà ông đã theo học với Tiến sĩ Trần Đạo Tiềm ở làng Đông Lâm Hạ (Quảng Vinh, Quảng Điền). 

## Sự nghiệp
Năm 1897 dưới thời vua Thành Thái, Trần Đình Bá dự thi Hương khoa Đinh Dậu, đỗ Cử nhân và xin được vào học tại trường Quốc Tử Giám. Năm 1898 niên hiệu Thành Thái thứ mười, ông tham dự kỳ thi Hội khoa Mậu Tuất và đỗ Phó bảng, sau đó ông lần lượt được triều đình bổ nhiệm giữ các chức vụ: Sơ Thừa biện, rồi thăng Thừa chỉ, Tri huyện... Năm 1910, ông được triều đình nhà Nguyễn bổ nhiệm giữ chức Án sát tỉnh Thanh Hóa. Năm 1915, ông được triều đình Nguyễn tiến cử vào Hội đồng Bác vật khảo sát việc lập đường hỏa xa (đường xe lửa). Ông được cho là đã hết lòng bảo vệ, bênh vực quyền lợi của nhân dân Trung kỳ khi ruộng đất bị xâm phạm. Tháng 5 năm 1915, triều đình cử ông vào tỉnh Quảng Nam thanh tra lại tất cả bản án kêu oan. 

Năm 1919, triều đình bổ nhiệm ông làm Tổng đốc An - Tĩnh (Nghệ An - Hà Tĩnh). Trong thời gian này, Trần Đình Bá đã bí mật ám trợ cho người hoạt động yêu nước Việt Nam. Ngay khi biết được tin mật thám Pháp đang theo dõi bủa lưới bắt nhóm thanh niên yêu nước tại trường Quốc Học Vinh, Trần Đình Bá đã nhắn người thân tín báo ngay cho họ biết: "Tôi biết rằng có mấy cậu học sinh trường Quốc học, tối thứ 7, Chủ nhật vẫn thường tụ tập với nhau nói chuyện chính trị. Họ là những học sinh ưu tú trong trường. Nên cẩn thận đấy, sở mật thám (Pháp) đã bắt đầu để ý theo dõi’". Nhờ biết tin này, các thanh niên học sinh yêu nước Việt Nam kịp thời thoát khỏi cảnh bắt bớ của mật thám và sau này trở thành các trí thức cách mạng Việt Nam: Đặng Thai Mai, Hà Huy Giáp, Tạ Quang Bửu… Nhận thấy Trần Đình Bá được nhân dân Trung Kỳ mến phục nên khi đang giữ chức Tổng đốc An Tĩnh, ông nộp đơn xin từ chức về hưu trí; triều đình vẫn cố giữ lại và mời vào kinh đô Huế với lý do:
“Trần Đình Bá, Hiệp tá đại học sĩ, lĩnh An – Tĩnh Tổng đốc, là người giữ được phong độ khí tiết nhà Nho, có đức độ lớn, tính rất cẩn trọng. Tuy đến hạn xin về hưu nhưng dùng đức phải cần người có tuổi. Huống chi việc hình phạt cần thận trọng. Nay chuẩn thực thụ Hiệp tá đại học sĩ, đổi về Kinh giữ chức Hình bộ Thượng thơ sung Cơ mật viện đại thần, kiêm quản viện Đô Sát”.
Đến năm 1923, ông tiếp tục được bổ nhiệm giữ chức Thượng thư Bộ Hình, sung vào Đại thần Cơ mật viện.
Ông được cho là người luôn giữ được phẩm chất, khí phách của một bậc trượng phu đương thời: Không tham ô, tham quyền cố vị; không bị mua chuộc, lợi dụng; giữ trọn khí tiết đạo làm quan chân chính. Năm 1925 nhân lúc Khải Định chết, Pháp bắt triều đình Huế ký một hiệp ước mới ngày 25 tháng 11, tước đoạt hết quyền vua, nhường cho họ nắm giữ mọi quyền nội trị và chỉ dành riêng cho triều đình Huế phần trông coi việc tế lễ mà thôi. Ông từ khước không chịu ký tên, sau đó bỏ quan về làng.
Năm 1923, sau khi vua Khải Định triệu hồi Trần Đình Bá về Huế giữ chức Thượng thư Bộ Hình, vì vậy ông có thời gian để lo việc gia đình cũng như giúp đỡ người dân hai làng Phú Lễ và Hiền Lương. Để trả ơn ông đã có công với dân làng, người dân Phú Lễ đã nhượng lại một phần đất của làng nằm giáp với làng Hiền Lương để làm sinh phần của ông và gia đình sau này. Sau khi có văn tự chuyển nhượng, Trần Đình Bá đã cho xây thành quách bao quanh (hiện nay, một số đoạn thành vẫn còn), đồng thời tiến hành xây lăng cho mình và bà Hoàng Thị Hòa. Lăng mộ của ông và mẹ được xây dựng cùng thời, theo phong cách triều Nguyễn. Hệ thống trụ biểu, la thành, bình phong và những họa tiết trang trí rất công phu và tinh xảo.

## Tưởng niệm
Năm 1933, sau khi mất, thi hài ông được đưa vào an táng ở sinh phần của ông đã định trước. Nhiều đồng liêu – đồng hương kính điếu nhiều đối liễn, trong đó Phước Môn có câu đối:
Thiết khoán minh tồn, tái thế ưng tư hồi cố quốc

Ngọc lâu phú tựu, cựu thần ủy đắc kiến tiên vương
Đến năm 1936, con cháu trong gia tộc đã xây dựng thêm lăng vợ ông là bà Trần Thị Cháu và con Trần Đình Huy ngay chính trên khu đất này.
Theo Quyết định số 3329/QĐ-UBND  ban hành ngày 26 tháng 12 năm 2019, Ủy ban nhân dân tỉnh Thừa Thiên Huế chính thức công nhận Lăng mộ và nhà thờ Trần Đình Bá là di tích lịch sử cấp tỉnh.

## Nhận định
Nghiên cứu cuộc đời và sự nghiệp của Trần Đình Bá, Viện Sử học thuộc Viện Hàn lâm Khoa học xã hội Việt Nam nhận xét:
"Trần Đình Bá nhờ tài đức đã khá hanh thông trên quan trường, giữ những chức vụ quan trọng. Mặc dù làm quan trong chế độ chính trị- xã hội phức tạp nhưng ông vẫn thể hiện rõ bản lĩnh khí tiết, khảng khái, trong sạch, ngay thẳng, hết lòng vì dân vì nước, có công ngầm giúp đỡ cách mạng Việt Nam trong buổi đầu đầy gian khó, được các sách, sử ca ngợi như một tấm gương cho hậu thế noi theo. Ông xứng đáng được hậu thế tôn vinh, là tấm gương sáng cho giáo dục nhân phẩm con người".